# 托托斯區
13°34′04″S 74°31′22″W / 13.5679°S 74.5229°W
托托斯區（西班牙語：Distrito de Totos），是秘魯的一個區，位於該國中南部阿亞庫喬大區的坎加約省，面積112.9平方公里，海拔高度3,286米，2005年人口4,415，人口密度每平方公里39人。